# Helmet
Gli Helmet sono un gruppo musicale alternative metal statunitense formatosi a New York nel 1989 dall'unione del chitarrista/cantante Page Hamilton, del bassista Henry Bogdan, del chitarrista Peter Mengede e del batterista John Stanier.
Sono ritenuti uno dei più importanti gruppi alternative metal e ritenuti precursori del genere insieme a Faith No More, Jane's Addiction e molti altri anche grazie all'uso frequente di riff staccato nei loro brani.

## Storia del gruppo
Verso la fine del 1989, un promettente musicista jazz nativo dell'Oregon di nome Page Hamilton fondò a New York gli Helmet (nome ispirato in qualche modo dall'assonanza col nome dell'allora cancelliere tedesco Helmut Kohl), una delle band che maggiormente influenzarono la musica degli anni a venire, ispirando tra le altre molte band nu metal. La formazione originaria del gruppo era composta da Hamilton alla voce ed alla chitarra, l'australiano Peter Mengede alla chitarra, Henry Bogdan al basso ed il batterista veterano della scena hardcore punk John Stanier.
Nel 1990 la band incide il suo primo disco: Strap It On. L'album diventa un vero caso (in senso positivo) nella scena rock/metal underground: le melodie ipnotiche ed assordanti, sorrette da muri di chitarre distorte e dissonanti, quasi cacofoniche a tratti, si sposano con una delle sezioni ritmiche più fantasiose e tecniche del rock degli anni novanta, ed il tutto va a coadiuvare la voce monocorde di Hamilton.
L'album di debutto valse agli Helmet un contratto con la Interscope Records. Nel 1992 la band realizzò Meantime. L'album interamente prodotto dalla band vendette più di un milione di copie in tutto il mondo. La band fu impegnata in un massacrante tour mondiale che contribuì a fare affiorare le prime tensioni all'interno del gruppo, tensioni che portarono all'uscita dal gruppo del chitarrista Peter Mengede.
Nel 1994, con Rob Echeverria a sostituire Peter Mengede alla chitarra, la band realizzò l'album Betty con il quale sperimentò nuove soluzioni proponendo la propria versione del grunge che impazzava in quegli anni. Echeverria partecipò alle registrazioni dell'album ed anche al relativo tour promozionale, salvo poi lasciare la band per unirsi ai Biohazard. Gli Helmet decisero di non cercare un sostituto e rimanere un terzetto.
Il 1995 vide uscire Born Annoying, una raccolta di brani non inclusi nei precedenti album. Il nuovo album in studio uscì parecchio tempo più tardi, nel 1997. Aftertaste, registrato senza la presenza di ulteriori chitarristi oltre ad Hamilton, segna la temporanea fine della band, alla quale si era da poco aggiunto Chris Traynor come chitarrista di supporto nel tour.
Bogdan si trasferì alle Hawaii, Hamilton si impegnò in numerose collaborazioni con altri musicisti ed in progetti paralleli (fondando i Gandhi), il batterista John Stanier si prese un anno di pausa, salvo poi rituffarsi in numerosi progetti tra cui i Tomahawk.

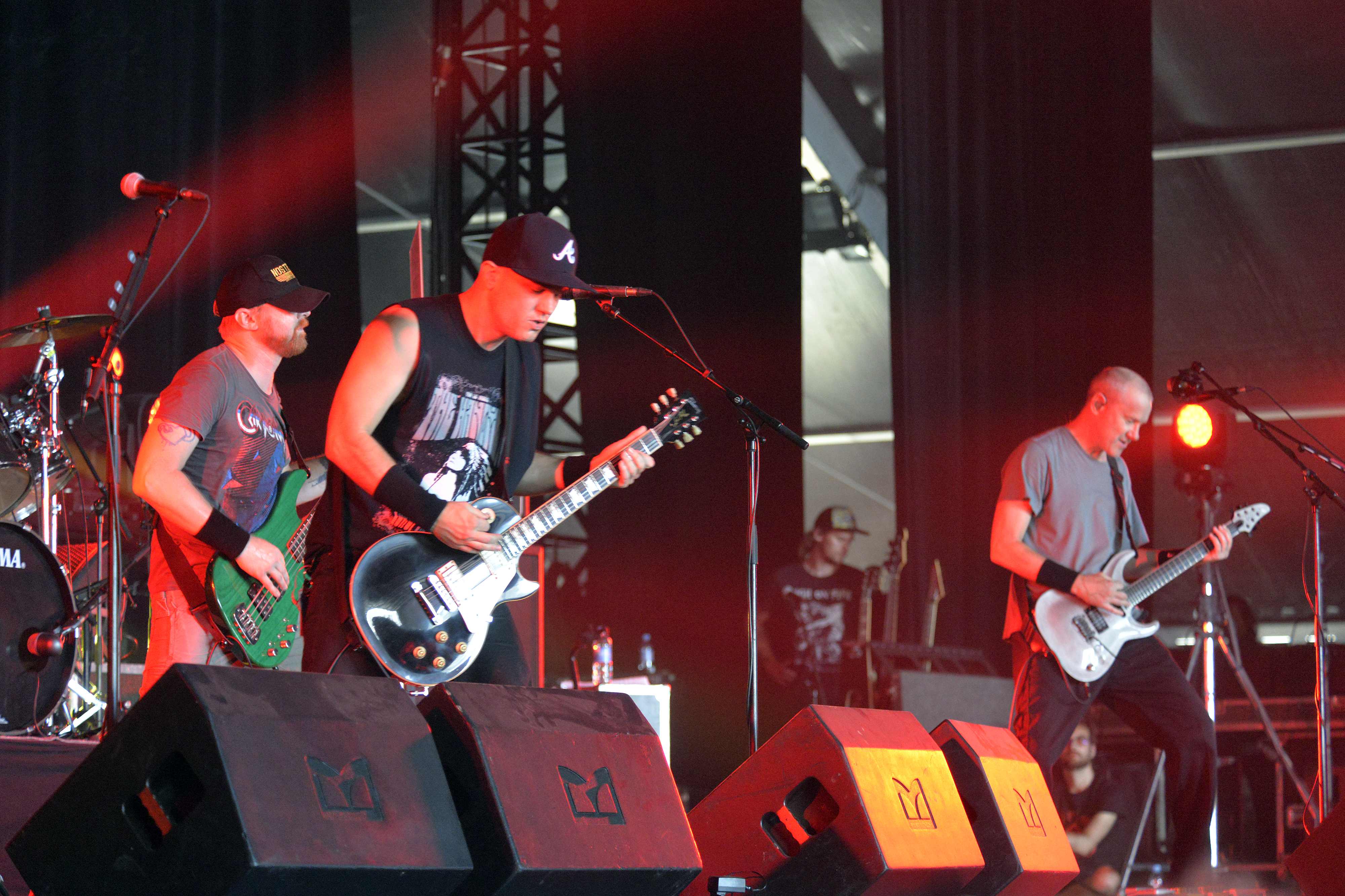
Gli Helmet all'Hellfest 2017

A Los Angeles Hamilton incontrò il batterista John Tempesta (già nei Testament e nei White Zombie) col quale cominciò a provare alcune idee. Nel 2003 Hamilton provò a riunire gli Helmet contattando Bogdan e Stanier ma entrambi rifiutarono; per questo motivo decise di integrare nella band l'appena conosciuto Tempesta e di assoldare al basso Traynor, il chitarrista che aveva supportato gli Helmet nel tour di Aftertaste. Il terzetto realizzò nel 2004 Size Matters, l'album che segnò il ritorno degli Helmet dopo 7 anni di silenzio. Qualche tempo dopo Traynor poté ritornare alla chitarra grazie all'ingresso nella band di Frank Bello degli Anthrax.
Attualmente anche Bello ha abbandonato la band per riformare la sua band originaria, gli Anthrax. John Tempesta ha abbandonato la band nei primi mesi del 2006 per unirsi ai The Cult, ed è stato sostituito da Mike Jost. Nel luglio del 2006 gli Helmet pubblicano il loro sesto album in studio, intitolato Monochrome.
Il 7 settembre 2010 è uscito il settimo lavoro in studio della band, intitolato Seeing Eye Dog. Nel 2014 si viene a sapere che il gruppo sta lavorando ad un ottavo album in studio che sarà ultimato nel 2015. Esso verrà infine pubblicato il 28 ottobre 2016 col titolo Dead to the World.

## Stile ed eredità musicale
Gli Helmet nei primi anni novanta furono riconosciuti come uno dei più influenti gruppi dell'alternative metal e ritenuti in seguito precursori di generi sorti verso la metà e la fine degli anni novanta come nu metal e post metal. La band nel corso degli anni infatti è stata etichettata come post hardcore e appartenente ad altri generi di musica metal ma è con la pubblicazione di Monochrome che la band inizia a muoversi sulle sonorità del groove metal. Gli Helmet hanno inoltre influenzato diverse band come Linkin Park, System of a Down, Deftones, Korn, Tool e Slipknot.
Tuttavia il cantante Page Hamilton ha dichiarato che non ama particolarmente essere accreditato come musicista nu metal affermando che nella musica degli Helmet nulla dovrebbe far pensare a questo collegamento.

## Formazione

### Formazione attuale
- Page Hamilton – voce, chitarra  (1989-1998, 2004-presente)
- Dan Beeman – chitarra (2008-presente)
- Dave Case – basso (2010-presente)
- Kyle Stevenson – batteria, percussioni (2006-presente)

### Ex componenti
- Henry Bogdan – basso (1989-1998)
- John Stanier – batteria (1989-1998)
- Peter Mengede – chitarra (1989-1993)
- Rob Echeverria – chitarra (1993-1996)
- Chris Traynor – chitarra, basso (1997-1998, 2004-2006)
- Frank Bello – basso (2004-2005)
- John Tempesta – batteria (2004-2005)
- Jeremy Chatelain – basso (2005-2006)
- Rob De Luca - basso (2006-2007)
- Mike Jost – batteria (2005-2006)
- Jimmy Thompson – chitarra (2006-2008)
- Jon Fuller – basso (2007-2010)

## Discografia

### Album in studio
- 1990 – Strap It On
- 1992 – Meantime
- 1994 – Betty
- 1997 – Aftertaste
- 2004 – Size Matters
- 2006 – Monochrome
- 2010 – Seeing Eye Dog
- 2016 – Dead to the World
- 2023 – Left

### Raccolte
- 1995 – Born Annoying
- 2004 – Unsung: The Best of Helmet (1991-1997)